# Каймакоски, Даниэль
Даниэль Каймакоски (макед. Даниел Кајмакоски; род. 17 октября 1983, Струга) — македонско-австрийский певец и автор песен. Участник балканской версии шоу X Factor Adria и конкурса Евровидение 2015 с песней Autumn Leaves. Лауреат премии MTV EMA.

## Жизнь и карьера

### 1983—2013: Начало карьеры
Родился 17 октября 1983 года в городе Струга, Югославия. В семилетнем возрасте, вместе с семьёй переехал в Вену. У Даниэля есть два брата — Далибор и Филипп. В 17 лет, впервые поучаствовал в музыкальном шоу где вошёл в топ-12. 
В 2009 году, впервые выступил на Охридском фестивале с песней «Нежна к принцу», которую он сочинил и написал сам а также участвовал в болгарском шоу «Пей смен». После этого, вернулся в Вену, где устроился на работу, но всё своё время уделял музыке.

## Евровидение 2015
Был выбран для представления страны на конкурсе путём голосования, победив на фестивале «Скопье 2014», который был организован с этой целью МРТ с песней на македонском языке Lisja esenski (англ.  Autumn Leaves; рус. Осенние листья). Эту же песню, переведённую на английский язык, он представил 19 мая в первом полуфинале под восьмым номером, но в финал пробиться не смог.